# Zone interdite (film, 1988)
Pour les articles homonymes, voir Zone interdite.
Pour plus de détails, voir Fiche technique et Distribution.
Zone interdite (Запретная зона) est un film dramatique soviétique écrit et réalisé par Nikolaï Goubenko au studio de cinéma Mosfilm et sorti en 1988.
La première a eu lieu sur la télévision centrale de l'URSS en octobre 1988.

## Synopsis
En juin 1984, dans la région d'Ivanovo, à la suite d'une puissante tornade destructrice, la partie nord et nord-est de la ville d'Ivanovo, ainsi que sa banlieue, ont été gravement endommagées. Le village de Vozdvizhenskoye, district de Zarechensky, a été complètement détruit.
Des milliers de personnes se sont retrouvées sans abri. Pour beaucoup, la tornade a coûté la vie à des êtres chers. Les habitants sont contraints de vivre dans une école rurale délabrée. La vice-présidente du comité exécutif du district, Vera Andreevna Tretyakova (Zhanna Bolotova), a été chargée d'organiser des travaux pour éliminer les conséquences d'une catastrophe naturelle qui a soudainement frappé le village.

## Fiche technique
- Titre original : Запретная зона
- Titre français : Zone interdite
- Réalisation : Nikolaï Goubenko
- Scénario : Nikolaï Goubenko
- Photographie :  Pavel Lebeshev
- Montage :
- Musique : Igor Nazaruk
- Pays de production : Union soviétique
- Langue originale : russe
- Format : couleur
- Genre : drame
- Durée : 94 minutes
- Dates de sortie :
  - Union soviétique : 1988

## Distribution
- Zhanna Bolotova : Vera Andreevna Tretyakova, vice-présidente du comité exécutif du district de Zarechensky
- Kirill Lavrov : Neklyosov, président de la coopérative de jardin et de datcha
- Nonna Mordioukova : Nadezhda Avdotina
- Innokenti Smoktounovski : Artyom Grigorievitch Kalanchev
- Vsevolod Larionov : Minovalov
- Vladimir Zeldine : Dymakovski
- Alla Larionova : Neklyosova
- Mikhail Gromov : Semyon Akimovich Prokhorov, soldat de première ligne handicapé
- Pyotr Shcherbakov : Isai Efimovich Zabrodnik, directeur de l'industrie du bois
- Marina Politseymako : Minovalova
- Mariya Skvortsova :
- Nikolaï Rybnikov : Alexander Stepanovich Ivantsov, président de la Commission régionale extraordinaire
- Lioubov Sokolova : Alexandra, présidente du conseil du village
- Leonid Kouravliov : Georgy Semyonovich Prokhorov, fils d'un soldat de première ligne handicapé
- Olga Barnet :
- Rasmi Dzhabrailov : résident d'été

## Accompagnement musical
Musique utilisée : Dmitri Chostakovitch, Richard Wagner, Frédéric Chopin.

## Faits intéressants
- Le film a été tourné dans le district de Furmanovsky de la région d'Ivanovo, qui a été le plus durement touché par la tornade du 9 juin 1984.
- La chanson White Panama (musique de Yuri Chernavsky, paroles de Leonid Derbenev), qui sonne dans le film, interprétée par Alla Pugacheva, a été créée un an et demi après les événements décrits dans le film (décembre 1985) et a été interprétée pour la première fois en mars 1986 dans le programme de la télévision Leningradsky " Anneau musical ".